# Demografia da Islândia
Demografia da Islândia - A maioria dos islandeses descende de povoadores noruegueses e celtas oriundos da Irlanda, e a população é notavelmente homogênea. De acordo com estatísticas do governo islandês, 99% da população vive em áreas urbanas (ou seja, em localidades com população maior do que 200 pessoas), e 60% dela vive em Reykjavík e seu entorno.

## Origem e cidadania dos habitantes da Islândia (2014)
|                | 2014    |
| -------------- | ------- |
| Total          | 325.671 |
| Islândia       | 288.442 |
| Polónia        | 10.172  |
| Dinamarca      | 3.247   |
| Estados Unidos | 2.015   |
| Suécia         | 1.889   |
| Alemanha       | 1.581   |
| Filipinas      | 1.540   |
| Lituânia       | 1.451   |
| Reino Unido    | 1.238   |
| Tailândia      | 1.167   |
| Noruega        | 1.004   |
| Letônia        | 702     |
| Vietname       | 583     |
| China          | 550     |
| Portugal       | 520     |

Fonte: Statistics Iceland - Population by origin, sex, age and citizenship 1996-2014
Das línguas nórdicas, o islandês é a mais próxima do Norueguês Antigo, e tem permanecido praticamente imutável desde o século XII. Por causa de seu pequeno tamanho e sua quase homogeneidade étnica a Islândia tem todas as características de uma sociedade bastante fechada.
Cerca de 80% da população pertence à igreja oficial, a Igreja Evangélica Luterana da Islândia , ou a outras igrejas luteranas. Entretanto, a Islândia tem completa liberdade religiosa, e outras congregações protestantes e o catolicismo também estão presentes. A mais notável congregação religiosa, e a que mais rapidamente cresceu em 2003, foi a "Ásatrúarfélagið" (Comunidade Ásatrú), que revive a religião pré-cristã da Islândia.

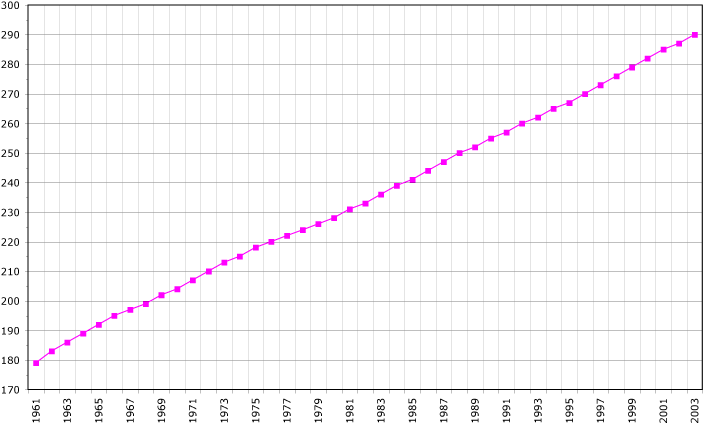
Demografia da Islândia